# Фриартон-Бридж
Фриартон-Бридж (англ. The Friarton Bridge) ― стальной балочный мост с бетонным настилом, пересекающий реку Тей на юго-восточной окраине города Перт, Шотландия.

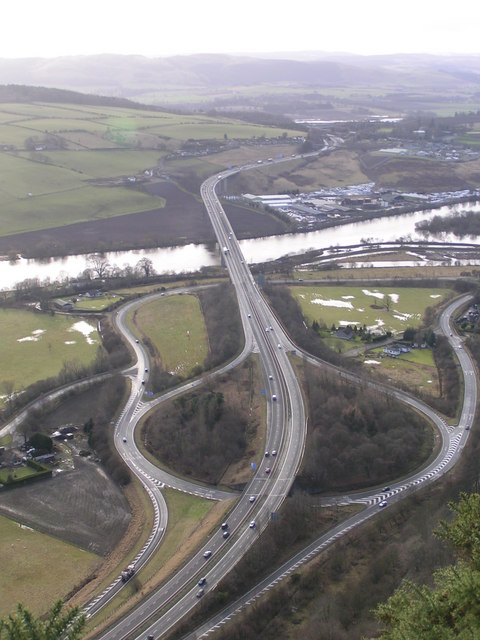
Вид на мост с юго-востока

Мост был построен компанией Cleveland Bridge and Engineering Company. Спроектирован архитекторами фирмы Freeman Fox and Partners. Команду архитекторов возглавлял Олег Керенский.
Мост состоит из пары стальных коробчатых балок (по одной под каждой проезжей частью) шириной 4,3 м, залитых слоем бетона. Длина моста составляет 831 м, высота пролёта над рекой ― 174 м.
Мост является частью восточного ответвления дороги M90 между перекрёстками 10 (Крейгенд) и 11 (Броксден), самым северным перекрёстком автомагистралей в Великобритании. Фриартон также является частью важного автомобильного коридора на восточном побережье от Эдинбурга до Данди и Абердина.
Это был первый большой рамный мост, построенный в соответствии с правилами Меррисона, которые были введены в Великобритании в 1973 году после обрушения во время строительства трёх мостовых балочных мостов в 1970-х годах. В течение 2000-х годов Фриартон был укреплён и теперь без проблем может выдержать современные транспортные нагрузки.